# Boxning vid olympiska sommarspelen 2004
Boxningen vid Olympiska sommarspelen 2004 avgjordes i Peristeri Olympic Boxing Hall, Aten.
Tävlingen var bara öppen för herrar och varje match avgjordes i fyra ronder om två minuter. Inga bronsmatcher förekom, utan de bägge boxare som förlorade respektive semifinal fick dela på bronset. Viktklassen lätt medelvikt togs bort från och med dessa olympiska spel.

## Medaljsummering
| Klass                       | Guld                             | Silver                             | Brons                              |
| Lätt flugvikt Detaljer...   | Yan Bhartelemy · Kuba            | Atagün Yalçınkaya · Turkiet        | Zou Shiming · Kina                 |
| Lätt flugvikt Detaljer...   | Yan Bhartelemy · Kuba            | Atagün Yalçınkaya · Turkiet        | Sergej Kazakov · Ryssland          |
| Flugvikt Detaljer...        | Yuriorkis Gamboa · Kuba          | Jérôme Thomas · Frankrike          | Fuad Aslanov\| · Azerbajdzjan      |
| Flugvikt Detaljer...        | Yuriorkis Gamboa · Kuba          | Jérôme Thomas · Frankrike          | Rustamhodza Rahimov · Tyskland     |
| Bantamvikt Detaljer...      | Guillermo Rigondeaux · Kuba      | Worapoj Petchkoom · Thailand       | Aghasi Mammadov · Azerbajdzjan     |
| Bantamvikt Detaljer...      | Guillermo Rigondeaux · Kuba      | Worapoj Petchkoom · Thailand       | Bachodirzjon Sultonov · Uzbekistan |
| Fjädervikt Detaljer...      | Aleksej Tichttjenko · Ryssland   | Kim Song-Guk · Nordkorea           | Vitali Tajbert · Tyskland          |
| Fjädervikt Detaljer...      | Aleksej Tichttjenko · Ryssland   | Kim Song-Guk · Nordkorea           | Jo Seok-Hwan · Sydkorea            |
| Lättvikt Detaljer...        | Mario Kindelán · Kuba            | Amir Khan · Storbritannien         | Serik Jelevov · Kazakstan          |
| Lättvikt Detaljer...        | Mario Kindelán · Kuba            | Amir Khan · Storbritannien         | Murat Chratjev · Ryssland          |
| Lätt weltervikt Detaljer... | Manus Boonjumnong · Thailand     | Yudel Johnson · Kuba               | Boris Georgiev · Bulgarien         |
| Lätt weltervikt Detaljer... | Manus Boonjumnong · Thailand     | Yudel Johnson · Kuba               | Ionuţ Gheorghe · Rumänien          |
| Weltervikt Detaljer...      | Bachtijar Artajev · Kazakstan    | Lorenzo Aragón · Kuba              | Kim Jung-Joo · Sydkorea            |
| Weltervikt Detaljer...      | Bachtijar Artajev · Kazakstan    | Lorenzo Aragón · Kuba              | Oleg Sajtov · Ryssland             |
| Mellanvikt Detaljer...      | Gajdarbek Gajdarbekov · Ryssland | Gennadij Golovkin · Kazakstan      | Suriya Prasathinphimai · Thailand  |
| Mellanvikt Detaljer...      | Gajdarbek Gajdarbekov · Ryssland | Gennadij Golovkin · Kazakstan      | Andre Dirrell · USA                |
| Lätt tungvikt Detaljer...   | Andre Ward · USA                 | Magomed Aripgadjijev · Vitryssland | Ahmed Ismail · Egypten             |
| Lätt tungvikt Detaljer...   | Andre Ward · USA                 | Magomed Aripgadjijev · Vitryssland | Oʻtkirbek Haydarov · Uzbekistan    |
| Tungvikt Detaljer...        | Odlanier Solis · Kuba            | Viktar Zujev · Vitryssland         | Mohamed Elsayed · Egypten          |
| Tungvikt Detaljer...        | Odlanier Solis · Kuba            | Viktar Zujev · Vitryssland         | Naser Al Shami · Syrien            |
| Supertungvikt Detaljer...   | Aleksandr Povetkin · Ryssland    | Mohamed Aly · Egypten              | Michel López Núñez · Kuba          |
| Supertungvikt Detaljer...   | Aleksandr Povetkin · Ryssland    | Mohamed Aly · Egypten              | Roberto Cammarelle · Italien       |

## Medaljfördelning
| Medaljfördelning |                |      |        |       |        |
| Placering        | Nation         | Guld | Silver | Brons | Totalt |
| 1                | Kuba           | 5    | 2      | 1     | 8      |
| 2                | Ryssland       | 3    | 0      | 3     | 6      |
| 3                | Kazakstan      | 1    | 1      | 1     | 3      |
| 3                | Thailand       | 1    | 1      | 1     | 3      |
| 5                | USA            | 1    | 0      | 1     | 2      |
| 6                | Vitryssland    | 0    | 2      | 0     | 2      |
| 7                | Egypten        | 0    | 1      | 2     | 3      |
| 8                | Frankrike      | 0    | 1      | 0     | 1      |
| 8                | Turkiet        | 0    | 1      | 0     | 1      |
| 8                | Storbritannien | 0    | 1      | 0     | 1      |
| 8                | Nordkorea      | 0    | 1      | 0     | 1      |
| 12               | Azerbajdzjan   | 0    | 0      | 2     | 2      |
| 12               | Uzbekistan     | 0    | 0      | 2     | 2      |
| 12               | Sydkorea       | 0    | 0      | 2     | 2      |
| 12               | Tyskland       | 0    | 0      | 2     | 2      |
| 16               | Italien        | 0    | 0      | 1     | 1      |
| 16               | Kina           | 0    | 0      | 1     | 1      |
| 16               | Rumänien       | 0    | 0      | 1     | 1      |
| 16               | Bulgarien      | 0    | 0      | 1     | 1      |
| 16               | Syrien         | 0    | 0      | 1     | 1      |